# アルメニアン・パワー
アルメニアン・パワー（英文表記:Armenian Power）は、アメリカ合衆国カリフォルニア州ロサンゼルスに拠点を置くストリートギャング。APあるいはAP13、アルメニアン・マフィアとも呼ばれる。

## 概要
1980年代にロサンゼルスのリトル・アルメニアにて結成された。グレンデールなどのアルメニア人街に勢力を持ち、東海岸にも進出している。ロシアン・マフィアと深い関わりがあるとされている。

## ホワイト・フェンスとの抗争とスレーニョス加入
2000年に創設者でありリーダーのアルメン・ペトロシアンが、スレーニョスに所属するメキシコ系アメリカ人のギャング組織ホワイト・フェンスに殺害されると両組織は抗争に突入する。報復にホワイト・フェンスに関係する10代の少年をアルメニアン・パワーのメンバーが殺害すると、同年にはメキシカン・マフィアの仲裁により抗争は終結、アルメニアン・パワーはメキシカン・マフィア傘下となり、非ヒスパニックながらスレーニョスに所属する事になった。しかし一部のメンバーはメキシカン・マフィアへの忠誠を拒み脱退、ウエストサイド・アルメニアン・パワーとして独立した。

## シリア内戦への関与
2014年、2名のアルメニアン・パワーのメンバーがシリアにてハーフィズ・アル＝アサド政権を支援するため戦闘に参加していた事が発覚した。